# Eduard Dobbert

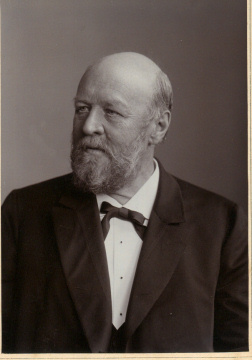
Eduard Dobbert

Eduard Dobbert (russisch Эдуард Яковлевич Добберт; * 25. März 1839 in Sankt Petersburg; † 30. September 1899 in Gersau) war ein deutscher Kunsthistoriker und Hochschullehrer.

## Leben
Eduard Dobbert absolvierte die deutschsprachige Petrischule in Sankt Petersburg und begann  1857 ein Studium der Geschichte an der Kaiserlichen Universität Dorpat. 1858 ging er mit seinem Jugendfreund und späteren Schwager Alexander Brückner nach Jena. Hier gehörten zu seinen akademischen Lehrern Johann Gustav Droysen und Kuno Fischer. Anschließend wechselte er nach Berlin, wo er zu den Schülern von Karl Werder gehörte. 1860 wechselte er nach Heidelberg zu Ludwig Häusser, unter dem er 1861 mit einer Dissertation über Das Wesen und der Geschäftskreis der Missi Dominici promoviert wurde.
Nach Abschluss des Studiums kehrte er nach St. Petersburg zurück und betätigte sich als Lehrer an deutschen Schulen. Hier gründete und leitete er auch die deutschsprachige St. Petersburger Wochenschrift. Zum Studium der Kunstgeschichte ging er abermals nach Deutschland, wo er sich an der Universität München insbesondere auf klassische Archäologie bei Heinrich Brunn konzentrierte. Seine erste kunstgeschichtliche Arbeit verfasste er 1869.
Zu Beginn des Jahres 1873 erfolgte nach einer Studienreise nach Italien seine Habilitation an der Universität München. Direkt anschließend wurde er im Frühjahr des gleichen Jahres als Nachfolger von Friedrich Eggers zum Lehrer der Kunstgeschichte an die Königliche Akademie der Künste sowie die Bau- und Gewerbeakademie, die spätere Technische Hochschule, in Berlin berufen und 1875 zum Professor ernannt. 1880 wurde er in den Senat der Königlichen Akademie der Künste berufen und mit der Leitung der Bibliothek der Akademie beauftragt. Von 1885 bis 1886 war er Rektor der Technischen Hochschule.
In seinen Arbeiten beschäftigte er sich mit der Erforschung und methodologischen Behandlung frühmittelalterlicher Kunst und galt als Spezialist für mittelalterliche italienische und byzantinische Kunst.
Ein Teil seines schriftlichen Nachlasses befindet sich im Deutschen Kunstarchiv im Germanischen Nationalmuseum in Nürnberg.

## Werke
- Über das Wesen und den Geschäftskreis der Missi dominici. (Jur. Diss)  Heidelberg, 1861
- Die monumentale Darstellung der Reformation durch Rietschel und Kaulbach. Berlin, 1869. In: Sammlung gemeinverständlicher wissenschaftlicher Vorträge; Ser. 4, H. 74
- Ueber den Styl Nicolo Pisano’s und dessen Ursprung. München, Ackermann, 1873
- Die Kunstgeschichte als Wissenschaft und Lehrgegenstand: Rede zum Geburtstage Seiner Majestät des Kaisers und Königs in der Aula der Königlichen Technischen Hochschule zu Berlin am 21. März 1886 / gehalten von Eduard Dobbert. Berlin, 1886
- Chronik der Königlichen Technischen Hochschule zu Berlin 1799–1899. (Mitverf. Alfred G. Meyer) Berlin, 1899
- Reden und Aufsätze kunstgeschichtlichen Inhalts.  Nach seinem Tode hrsg. Berlin, 1900